# Brzostek (Silésie)
Pour les articles homonymes, voir Brzostek.
Brzostek (prononciation : [ˈbʐɔstɛk]) est une localité polonaise de la gmina de Szczekociny, située dans le powiat de Zawiercie en voïvodie de Silésie.